# Conseil départemental des Bouches-du-Rhône
Le conseil départemental des Bouches-du-Rhône, parfois abrégé « CD 13 », est l'assemblée délibérante du département français des Bouches-du-Rhône. Il est composé de 58 conseillers.
Renouvelé intégralement les 22 et 29 mars 2015, le conseil départemental est présidé depuis le 2 avril 2015 par Martine Vassal.

## Identité visuelle

Logo des Bouches-du-Rhône (conseil général) jusqu'en 2015
Logo des Bouches-du-Rhône (conseil départemental) depuis 2015

Le nouveau logo intègre un olivier symbole de renouveau et de promesse d'une nouvelle croissance pour le territoire de Provence.
Les conseillers départementaux des Bouches-du-Rhône portent une écharpe tricolore, jaune, blanche et bleue. À l'inverse de l'écharpe des parlementaires et élus municipaux, le port de l'écharpe départementale n'est pas sanctionné par un texte officiel.

Écharpe des conseillers départementaux des Bouches-du-Rhône

## Composition

Étiquettes politiques des conseillers départementaux élus en 2021.

| Parti                                | Sigle | Sigle | Élus | Groupes                                  |
| ------------------------------------ | ----- | ----- | ---- | ---------------------------------------- |
| Majorité (44 sièges)                 |       |       |      |                                          |
| Les Républicains                     |       | LR    | 25   | Provence Unie                            |
| Divers centre                        |       | DVC   | 6    | Provence Unie                            |
| Divers droite                        |       | DVD   | 3    | Provence Unie                            |
| La République en marche              |       | LREM  | 2    | Provence Unie                            |
| Divers gauche                        |       | DVG   | 3    | Provence Unie                            |
| Mouvement démocrate                  |       | MoDem | 1    | Provence Unie                            |
| Union des démocrates et indépendants |       | UDI   | 1    | Provence Unie                            |
| Agir                                 |       | Agir  | 1    | Provence Unie                            |
| Génération écologie                  |       | GÉ    | 1    | Provence Unie                            |
| Parti radical de gauche              |       | PRG   | 1    | Provence Unie                            |
| Opposition (14 sièges)               |       |       |      |                                          |
| Parti socialiste                     |       | PS    | 7    | Union de gauche, écologiste et citoyenne |
| Parti communiste français            |       | PCF   | 3    | Union de gauche, écologiste et citoyenne |
| Gauche républicaine et socialiste    |       | GRS   | 1    | Union de gauche, écologiste et citoyenne |
| Europe Écologie Les Verts            |       | EÉLV  | 1    | Union de gauche, écologiste et citoyenne |
| Rassemblement national               |       | RN    | 2    | Rassemblement national                   |
| Présidente du Conseil départemental  |       |       |      |                                          |
| Martine Vassal (LR)                  |       |       |      |                                          |

## Exécutif

### Présidents
Martine Vassal est présidente du conseil départemental des Bouches-du-Rhône depuis le 2 avril 2015.
- 1800-1802 : Noé Richaud
- 1803 : Louis Natoire
- 1804-1805 : Noé Richaud
- 1806 : André Jourdan
- 1807-1808 : Alexandre de Fauris de Saint-Vincens
- 1809-1810 : Jean Bruniquel
- 1811 : Jean-Louis Martin d'Arlatan de Montaud de Lauris
- 1812-1814 : Jean Bruniquel
- 1815 : Jean-Honoré Salavy
- 1815-1820 : Jean Bruniquel
- 1821-1829 : Honoré Reynaud
- 1831-1833 : François de Solliers
- 1834 : Boniface-Martin-Joseph Alexandre d'Arlatan de Lauris
- 1835-1848 : Alexis-Joseph Rostand
- 1848-1849 : Jean-Baptiste Nègre
- 1850-1852 : Alexandre Clapier
- 1852-1863 (1870) : Bonaventure de Chantérac
- 1864-1869 : Louis Henri Armand Béhic
- 1871-1874 : Alexandre Labadié
- 1875-1877 : Augustin Tardieu
- 1877-1880 : Herman Barne
- 1880-1881 : Salomon Bédarrides (en)
- 1881-1882 : Pierre Baragnon
- 1882-1884 : Jacques Martin
- 1884-1885 : Félix Abram
- 1885 : Jules Deiss
- 1886 : Victor Leydet
- 1886-1887 : Benjamin Abram
- 1887 : Pierre Baragnon
- 1888-1889 : Édouard Maglione
- 1889-1890 : Philippe Jourde
- 1890-1891 : Louis Guibert
- 1891-1892 : Félix Baret
- 1892-1893 : Frédéric Monier
- 1893-1894 : Nicolas Estier
- 1894-1895 : François Caire
- 1895-1896 : Henri Thourel
- 1896-1897 : Jacques Martin
- 1897-1898 : Félix Baret
- 1898-1899 : Amable Chanot
- 1899 : Anatole Cartier
- 1900 : Joseph Hilaire
- 1900-1901 : Juvénal Deleuil
- 1901-1902 : Amable Chanot
- 1902-1903 : Jean-Marie Bayol
- 1903-1904 : Gabriel Baron
- 1904-1905 : Siméon Flaissières
- 1905-1907 : Nicolas Estier
- 1907 : Pierre Barbier
- 1908 : Antoine Maurel
- 1908-1909 : Louis Artaud
- 1909-1910 : Pierre Roux
- 1910-1911 : Victor Jean
- 1911 : Jean Granaud
- 1911-1912 : Auguste Girard
- 1912-1913 : Fernand Bouisson

| Période                             | Période                       | Identité                      | Étiquette                     | Étiquette                     |
| Présidents du conseil général       | Présidents du conseil général | Présidents du conseil général | Présidents du conseil général | Présidents du conseil général |
| ----------------------------------- | ----------------------------- | ----------------------------- | ----------------------------- | ----------------------------- |
| 1913                                | 1914                          | Louis Pasquet                 |                               | GD                            |
| 1914                                | 1917                          | Joseph Cabassol               |                               | PRRRS                         |
| 1917                                | 1918                          | Dominique Duverger (d)        |                               | SFIO                          |
| 1918                                | 1930                          | Louis Pasquet                 |                               | GD                            |
| 1931                                | 1940                          | Léon Bon                      |                               | SFIO                          |
| 1940                                | 1945                          | Conseil général suspendu      | Conseil général suspendu      | Conseil général suspendu      |
| 1945                                | 1946                          | Félix Gouin                   |                               | SFIO                          |
| 1946                                | 1950                          | Joseph Lasalarié              |                               | SFIO                          |
| 1950                                | 1951                          | Roger Carcassonne             |                               | SFIO                          |
| 1951                                | 1953                          | Gaston Tourenc                |                               | SFIO                          |
| 1953                                | 1955                          | Max Juvénal                   |                               | SFIO                          |
| 1955                                | 1957                          | Denis Padovani                |                               | SFIO                          |
| 1957                                | 1959                          | Jean Masse                    |                               | SFIO                          |
| 1959                                | 1961                          | Jean Graille (d)              |                               | SFIO                          |
| 1961                                | 1967                          | Victor Savine (d)             |                               | SFIO                          |
| 1967                                | 1969                          | Louis Philibert               |                               | SFIO                          |
| 1969                                | 1989                          | Louis Philibert               |                               | PS                            |
| 1989                                | 1998                          | Lucien Weygand (d)            |                               | PS                            |
| 1998                                | 1998                          | François Bernardini           |                               | PS                            |
| 1998                                | 2014                          | Jean-Noël Guérini             |                               | PS                            |
| 2014                                | 2015                          | Jean-Noël Guérini             |                               | LFD13                         |
| Présidente du conseil départemental |                               |                               |                               |                               |
| 2015                                | 2022                          | Martine Vassal                |                               | LR                            |
| 2022                                | En cours                      | Martine Vassal                |                               | DVD                           |

### Vice-présidents
| Poste               | Conseiller départemental | Conseiller départemental | Parti | Délégation | Autres mandats                                                                           |
| ------------------- | ------------------------ | ------------------------ | ----- | --- | ---------------------------------------------------------------------------------------- |
| Présidente          |                          | Martine Vassal           | DVD   | | Présidente de la métropole d'Aix-Marseille-Provence, conseillère municipale de Marseille |
| 1er vice-présidente |                          | Danielle Milon           | LR    | Déléguée au Tourisme                                                                                           | Maire de Cassis                                                                          |
| 2e vice-président   |                          | Gérard Gazay             | LR    | Délégué au Développement Economique, à l’Emploi et à l’Insertion Professionnelle                               | Maire d'Aubagne                                                                          |
| 3e vice-présidente  |                          | Valérie Guarino          | LR    | Déléguée aux Personnes en situation de handicap et à la Maison Départementale des Personnes Handicapées (MDPH) | Adjointe au maire de Carry-le-Rouet                                                      |
| 4e vice-président   |                          | Lucien Limousin          | LR    | Délégué à l’Agriculture et aux Territoires hors Métropole Aix-Marseille-Provence                               | Maire de Tarascon                                                                        |
| 5e vice-présidente  |                          | Marie-Pierre Callet      | LR    | Déléguée aux Routes                                                                                            | Conseillère municipale de Maussane-les-Alpilles                                          |
| 6e vice-président   |                          | Éric Le Dissès           | DVD   | Délégué aux Ports, aux Aéroports et à l’Etang de Berre                                                         | Maire de Marignane                                                                       |
| 7e vice-présidente  |                          | Sabine Bernasconi        | LR    | Déléguée aux Personnes du Bel Âge                                                                              | Conseillère municipale de Marseille                                                      |
| 8e vice-président   |                          | Lionel Royer-Perreaut    | RE    | Délégué aux Relations Internationales et au Rayonnement du territoire Marseillais                              | Député des Bouches-du-Rhône Maire du Ve secteur de Marseille                             |
| 9e vice-présidente  |                          | Véronique Miquelly       | LR    | Déléguée aux Ressources Humaines de la Collectivité et à l’Administration Générale                             | Maire d'Auriol                                                                           |
| 10e vice-président  |                          | Didier Réault            | LR    | Délégué à l’Agenda 2030, aux Solutions fondées sur la nature et aux Risques majeurs                            | Conseiller municipal de Marseille                                                        |
| 11e vice-présidente |                          | Laure-Agnès Caradec      | LR    | Déléguée à l’Aménagement du territoire, aux Equipements structurants et au Financement des transports          | Conseillère municipale de Marseille                                                      |
| 12e vice-président  |                          | Yves Moraine             | LR    | Délégué aux Finances et aux Anciens combattants                                                                | Conseiller municipal de Marseille                                                        |
| 13e vice-présidente |                          | Nicole Joulia            | DVG   | Déléguée à la Culture                                                                                          | Adjointe au maire d'Istres                                                               |
| 14e vice-président  |                          | Thierry Santelli         | LR    | Délégué au Sport pour tous, à l’Handisport, au Sport Santé et à la Promotion du sport féminin                  |                                                                                          |
| 15e vice-présidente |                          | Nora Preziosi            | LR    | Déléguée à la Politique de la Ville et au Nouveau programme national de renouvellement urbain                  | Conseillère d'arrondissements de Marseille                                               |